# Uroxys angulicollis
Uroxys angulicollis là một loài bọ cánh cứng trong họ Bọ hung (Scarabaeidae).